# ГЕС Носиці
ГЕС Носиці — одна із електростанцій каскаду на річці Ваг у Жилінському краю Словаччини.
ГЕС руслового типу розташована на дамбі водосховища Носіце, куди впадає як власне Ваг, так і Гриківський дериваційний канал, на якому працюють електростанції Мікшова та Повазька Бистриця. Її будівництво розпочалось у 1949 році, а введення в експлуатацію припало на 1957-й. Площа поверхні водосховища становить 7 км², об'єм 36 млн м³.
Машинний зал обладнаний трьома турбінами типу Каплан із сукупною потужністю 67,5 МВт. ГЕС має доволі велику пропускну здатність у 390 м³ за секунду, що має особливе значення для операцій з регулювання пікових навантажень. Втім, розташовані нижче ГЕС мають втричі меншу пропускну здатність, що ж стосується водосховища Dolné Kočkovce, куди безпосередньо скидається відпрацьована вода ГЕС Носиці, то його активний об'єм доволі невеликий. Як наслідок, період роботи станції у максимальному режимі доволі обмежений.
В ході спорудження бетонної дамби внаслідок підривних робіт активізувався приток підземних вод, природно насичених вуглекислим газом, що утворило новий лікувальний курорт.